# Stuhivșciîna, Ovruci
Stuhivșciîna (în ucraineană Стугівщина) este un sat în comuna Hlupleanî din raionul Ovruci, regiunea Jîtomîr, Ucraina.

## Demografie
Componența lingvistică a localității Stuhivșciîna
     Ucraineană (98,8%)
     Alte limbi (1,2%)
Conform recensământului din 2001, majoritatea populației localității Stuhivșciîna era vorbitoare de ucraineană (98,8%), existând în minoritate și vorbitori de alte limbi.